# 普希金諾 (莫斯科州)
56°00′N 37°50′E / 56.000°N 37.833°E
普希金諾（俄语：Пу́шкино）是俄羅斯莫斯科州的一個城市，位於莫斯科東北約30公里處。2002年人口72,425人。
1499年首見於文獻，1925年8月建市。是昔日沙俄貴族的一處渡假區。

## 姐妹城市
- 捷克庫特納霍拉
- 德国Верт
- 芬兰奧里韋西